# 161975 Kincsem
161975 Kincsem è un asteroide della fascia principale. Scoperto nel 2007, presenta un'orbita caratterizzata da un semiasse maggiore pari a 2,5719786 UA e da un'eccentricità di 0,2514421, inclinata di 17,82680° rispetto all'eclittica.